# Chitwan National Park
Chitwan National Park (Nepalees: चितवन राष्ट्रिय निकुञ्ज; voorheen: Royal Chitwan National Park) is een nationaal park in het zuiden van Nepal. Het park ligt in het subtropische laagland van de Terai en is ingeklemd tussen twee oost-westwaarts gelegen rivierdalen, aan de voet van de Subhimalaya. Chitwan werd opgericht in 1973 en was daarmee het eerste nationaal park van Nepal. Het grenst in het oosten aan Wildreservaat Parsa en in het zuiden aan het in India gelegen Nationaal Park Valmiki. Chitwan National Park heeft een oppervlakte van 932 km². Ter erkenning van de unieke biodiversiteit werd Chitwan in 1984 opgenomen op de Werelderfgoedlijst van UNESCO. Vervolgens werd er in 1996 een bufferzone van 750 km² ingesteld, bestaande uit bossen en privégronden.

## Geschiedenis
Aan het begin van de 19e eeuw verbood de Nepalese regering de cultivering van de vallei, om een barrière te vormen tegen ziektes uit het zuiden. Tussen 1846 en 1950 was het gebied dat nu bekendstaat als Chitwan National Park een privaat jachtdomein voor de feodale heersers. In 1950 veranderde dat alles toen de Ranadynastie werd afgezet na een volksopstand. In de heuvels was de economische situatie verslechterd en de bevolking was zo sterk toegenomen dat er geen grond meer was om voedsel te verbouwen. Uit wanhoop trokken boeren daarop de valleien binnen en de nieuwe regering zag zich genoodzaakt om Chitwan voor bewoning te openen. De toestroom van mensen was zo groot en ging zo snel dat het een desastreus effect had op de wilde dieren in het gebied. Er werd weinig gedaan om stropers een halt toe te roepen. Het belangrijkste doelwit was de Indische neushoorn (Rhinoceros unicornis), waarvan de hoorn zeer hoog geprijsd was in de traditionele geneeskunde in het Verre Oosten.
Aan het eind van de jaren 50 was het duidelijk dat de Indische neushoorn snel zou uitsterven als niets veranderde. Het barasinghahert (Rucervus duvaucelii) en de waterbuffel (Bubalus arnee) waren inmiddels bijna uitgestorven. Hierom werd in 1961 besloten een nationaal park op te richten ten noorden van de rivier Rapti. In 1964 werden 22.000 inwoners gedeporteerd uit het gebied. Ook deze maatregelen hielpen weinig, want het ecosysteem werd verder geplunderd en de neushoorns gingen nog steeds in aantal achteruit. Na onderzoek werd in 1969 bekendgemaakt dat er nog 108 neushoorns over waren. Het rapport voorspelde dat de Indische neushoorn volledig uitgestorven zou zijn in 1980, als de dieren niet volledig beschermd zouden worden. In december 1970 keurde koning Mahendra van Nepal daarom de oprichting van een nationaal park ten zuiden van de rivier Rapti goed. De officiële oprichting volgde in 1973 in het publicatieblad van zijn opvolger, Birendra van Nepal. Mede dankzij de oprichting van een bufferzone in 1974 en het stationeren van het leger in 1975 kon de natuur in het gebied behouden blijven. Het aantal Indische neushoorns kon toenemen tot 605 exemplaren in 2015. Het aantal Bengaalse tijgers (Panthera tigris tigris) nam toe tot 125 volwassen dieren in 2010.

## Dierenwereld
De combinatie van riviervlaktes en tropische en subtropische bossen zijn ideaal als habitat voor de Indische neushoorn, waarvan Chitwan de op een na grootste populatie ter wereld huisvest. Het is ook een uitstekend leefgebied voor de Bengaalse tijger en herbergt een van de hoogste concentraties aan vogelsoorten ter wereld, met meer dan 350 vastgestelde soorten. Mede hierdoor geldt Chitwan als een van ’s werelds biodiversiteitskernen. Daarnaast leven er ook bijzondere diersoorten als de Indische olifant (Elephas maximus indicus), Indische panter (Panthera pardus fusca), nevelpanter (Neofelis nebulosa), marmerkat (Pardofelis marmorata), Aziatische goudkat (Catopuma temminckii), lippenbeer (Melursus ursinus), Maleise bonte marter(Martes flavigula), slanke otter (Lutrogale perspicillata), Indisch wild zwijn (Sus scrofa cristatus), Voor-Indisch varkenshert (Axis porcinus porcinus), axishert (Axis axis), Voor-Indische gaur (Bos gaurus gaurus), vierhoornantilope (Tetracerus quadricornis) en de gangesdolfijn (Platanista gangetica gangetica).
Zeldzame vogels zijn onder meer de dunsnavelgier (Gyps tenuirostris), Bengaalse gier (Gyps bengalensis), Javaanse maraboe (Leptoptilos javanicus) en grote rivierarend (Icthyophaga ichthyaetus). De toekomst van de zeer zelzame baardtrap (Houbaropsis bengalensis) in Chitwan ziet er verre van rooskleurig uit. In 2007 was deze soort met nog 5 à 7 mannetjes aanwezig.
Eveneens bijzonder is het voorkomen van de gangesgaviaal (Gavialis gangeticus) en moeraskrokodil (Crocodylus palustris) in Chitwan.

## Galerij

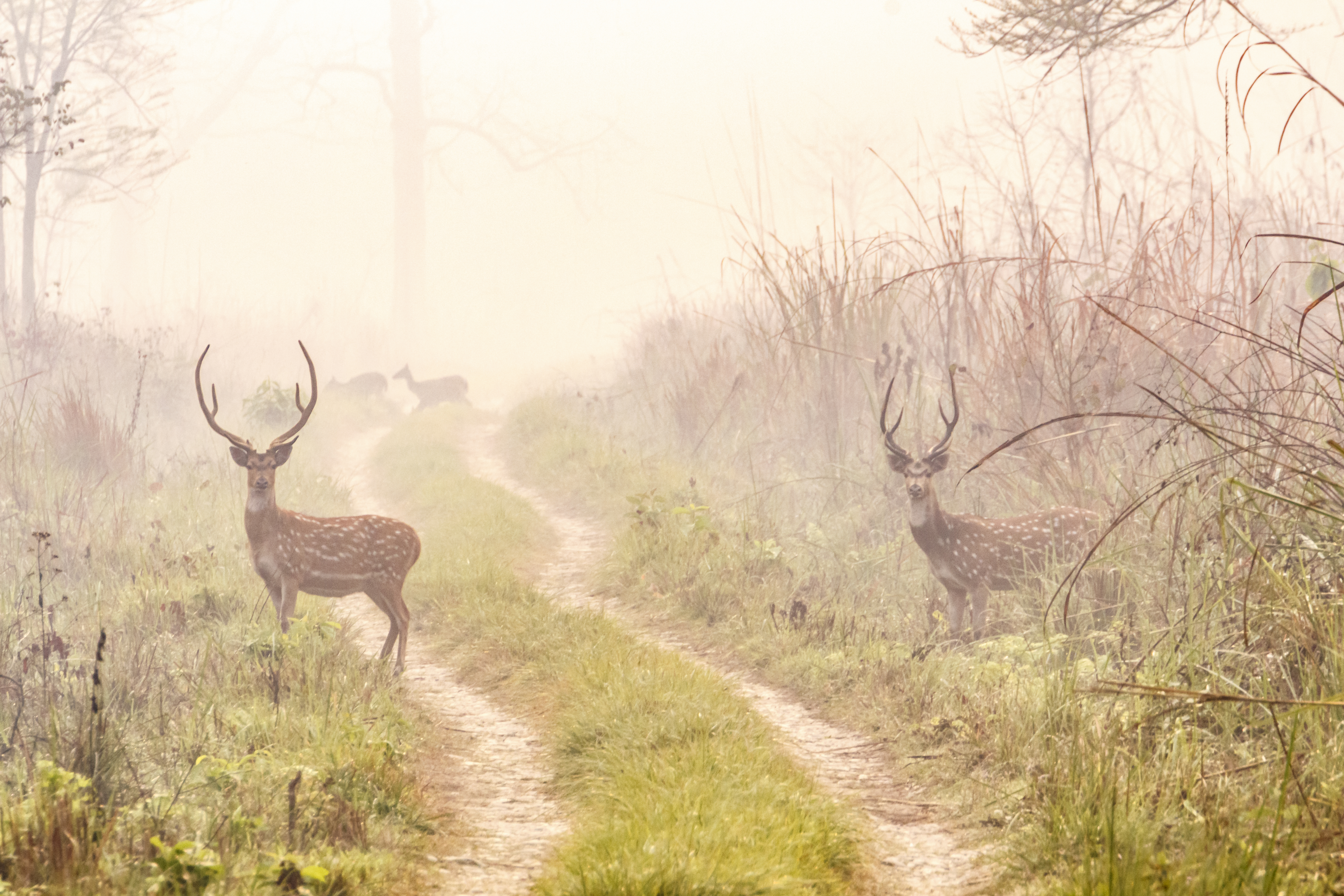
Axisherten in Chitwan.
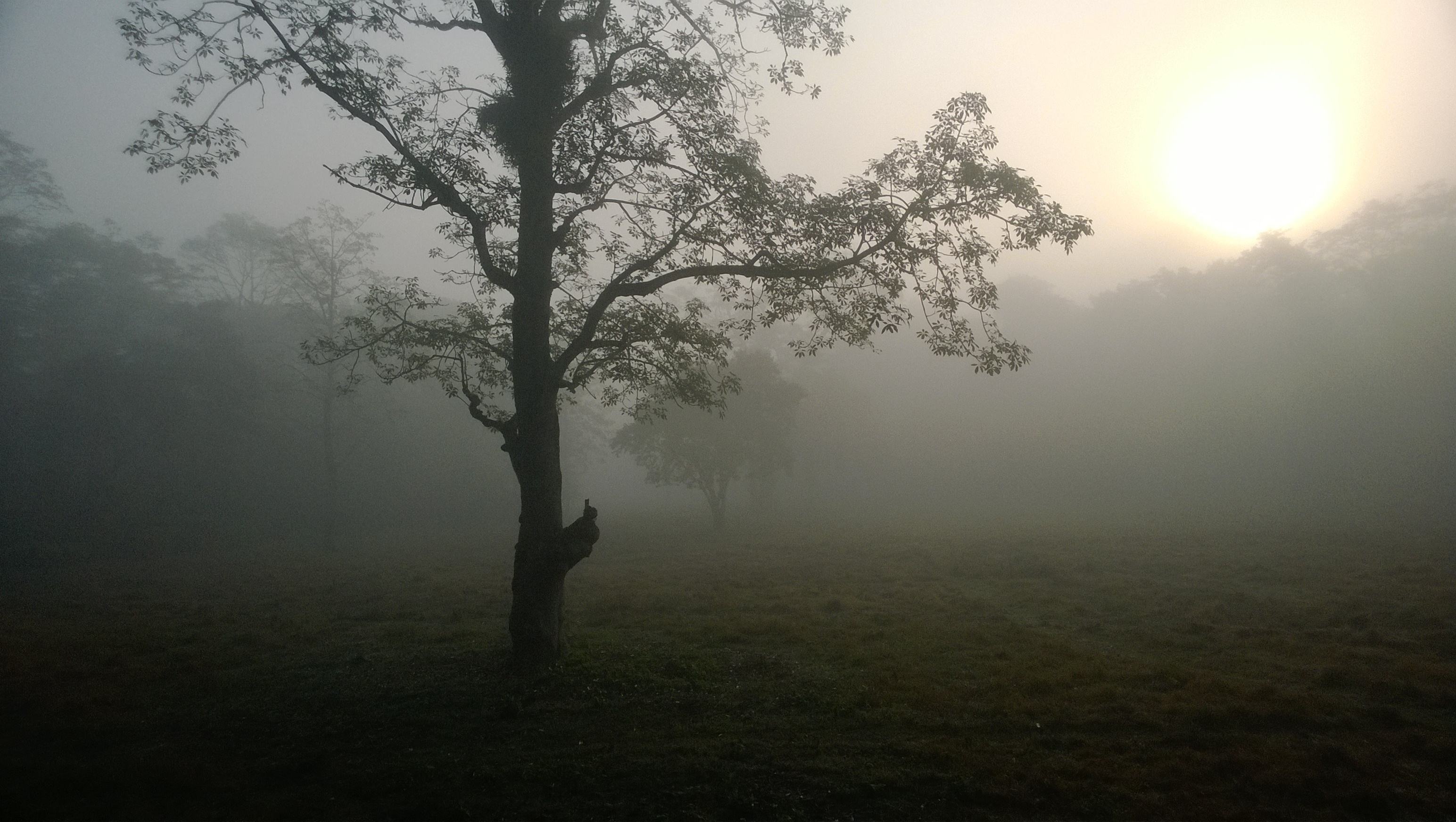
Mistige ochtend in Chitwan National Park.
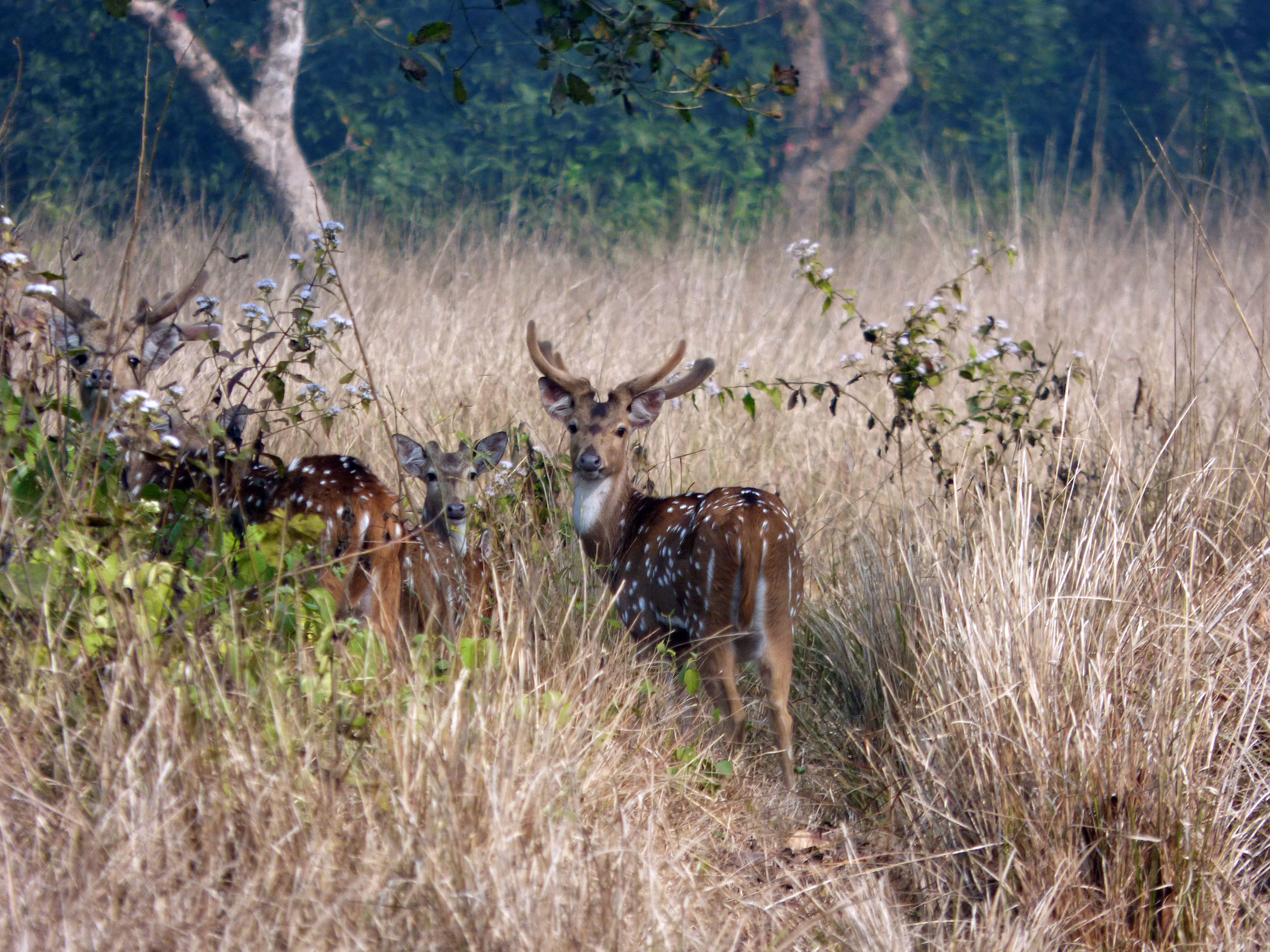
Axisherten.
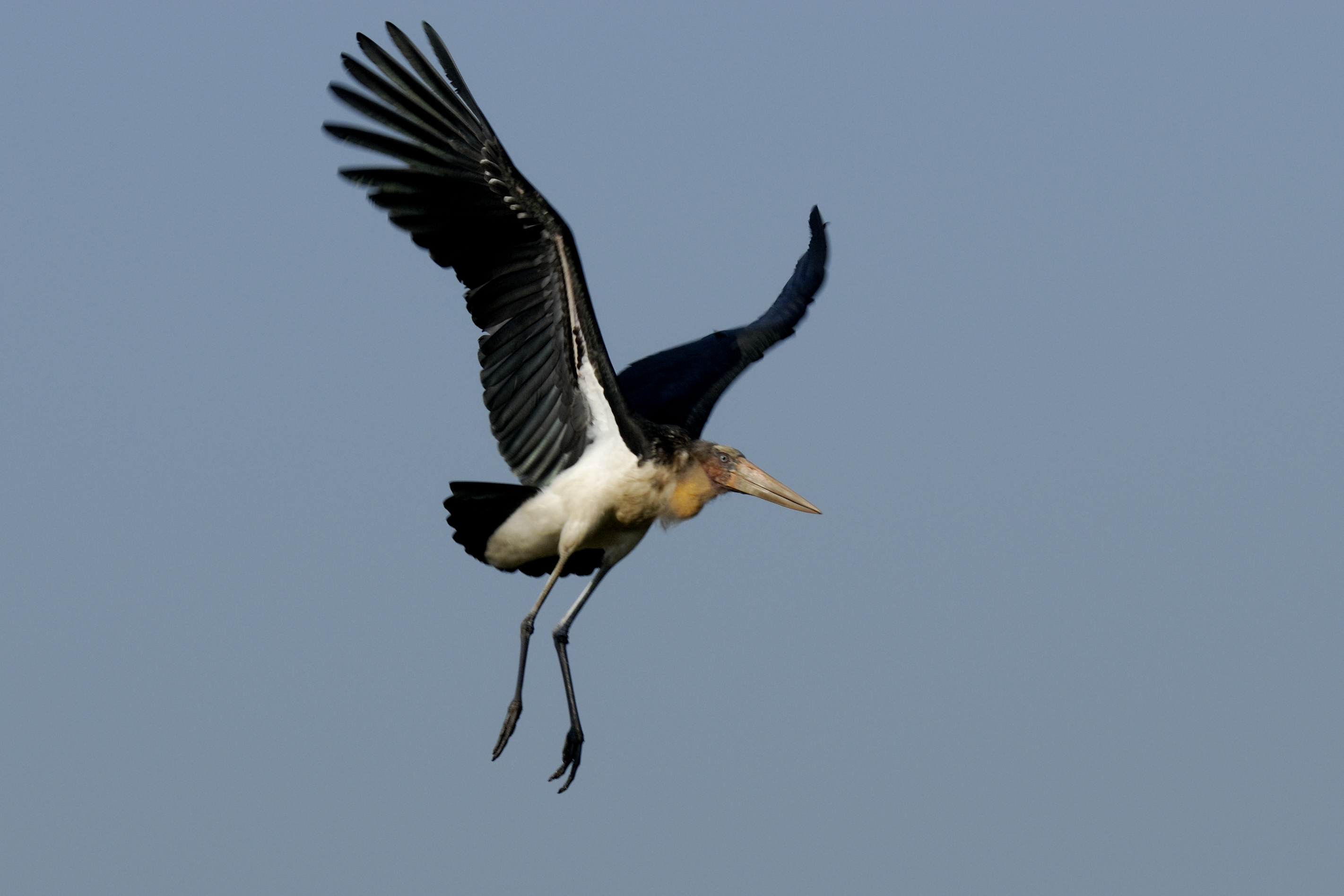
Javaanse maraboe in vlucht.
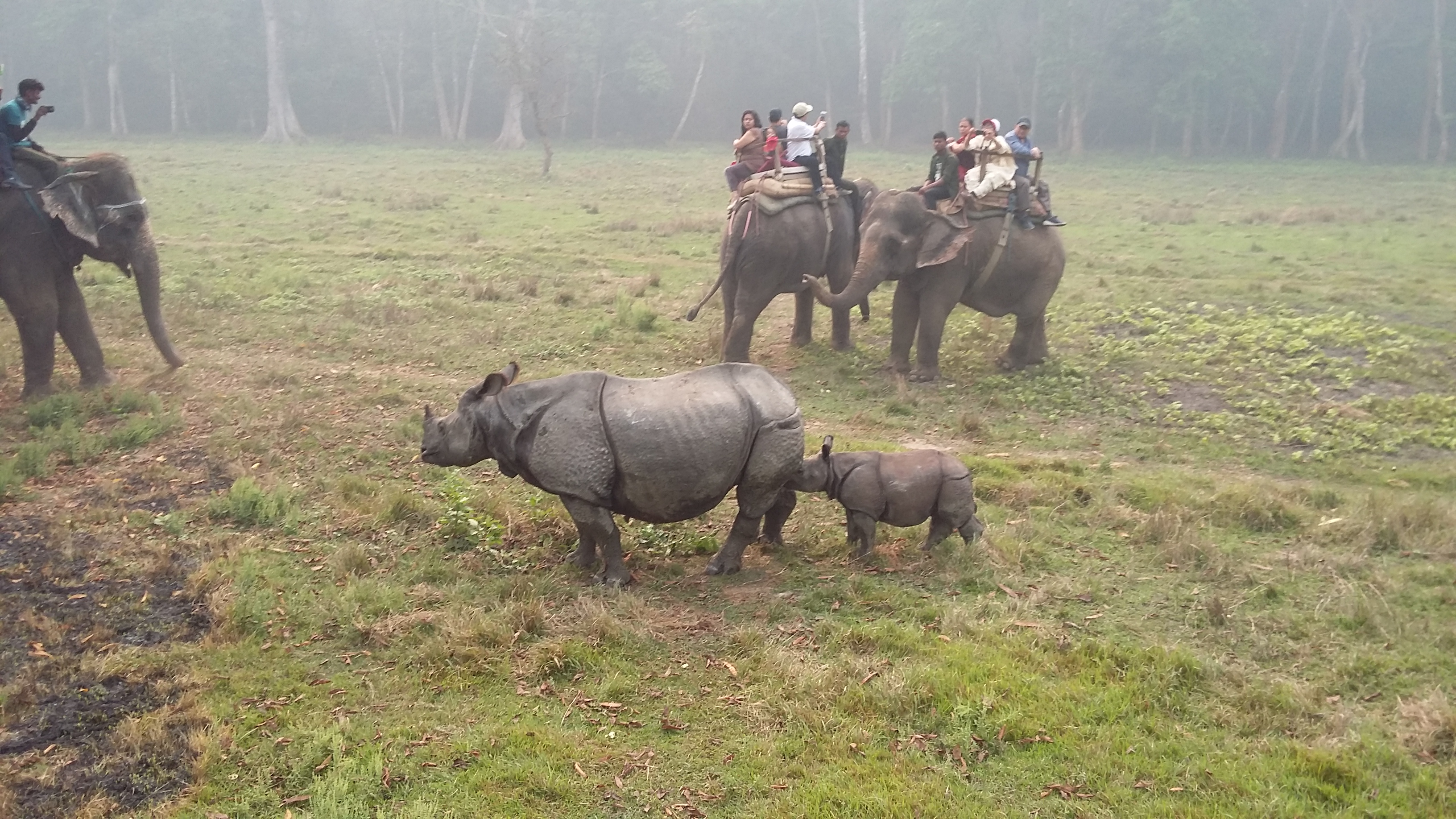
Toeristen zien een Indische neushoorn met haar kalf tijdens een safari.
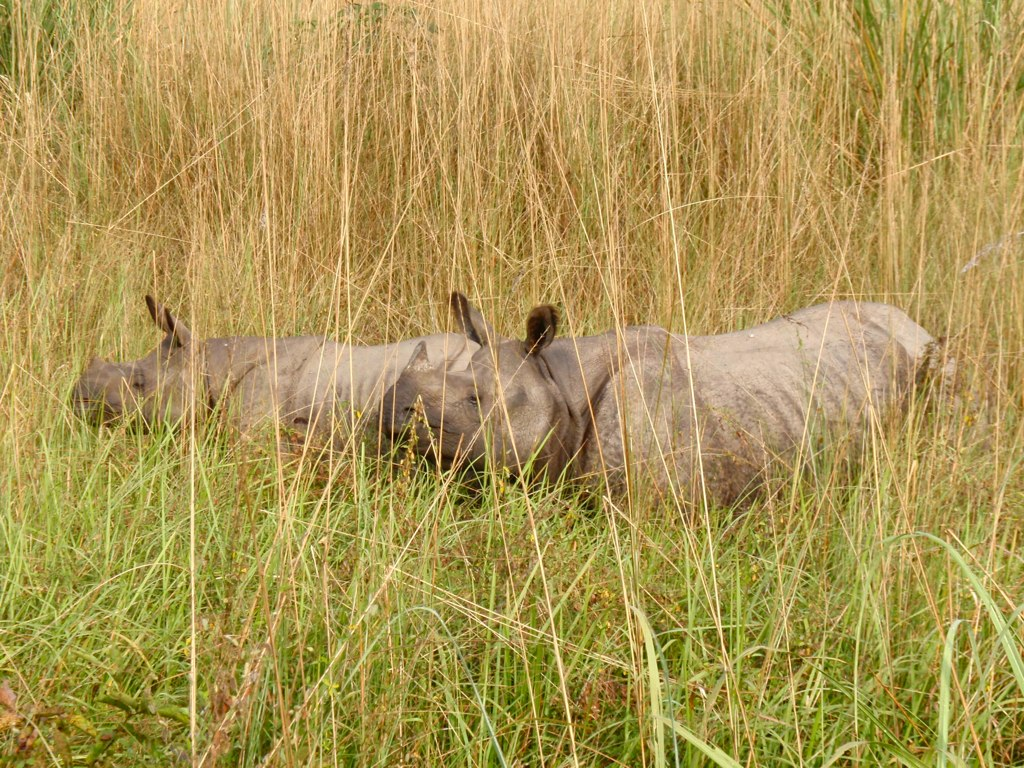
Indische neushoorns.
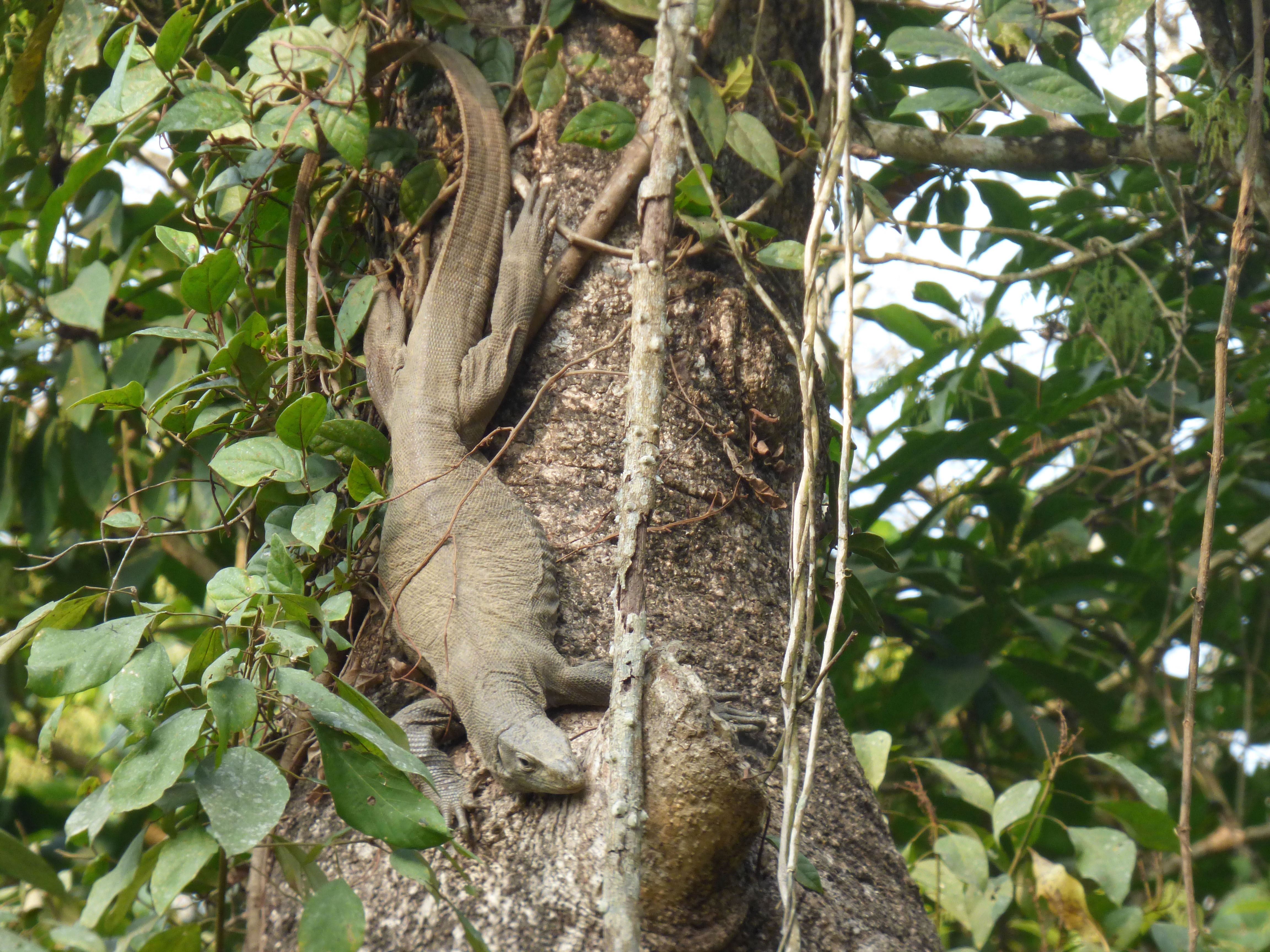
Bengaalse varaan in Chitwan.

- Gemeinsame Normdatei: 4211666-1
- Nationale Bibliotheek van Tsjechië: ge448249
- Système universitaire de documentation: 204181526
- Virtual International Authority File: 223733422
- WorldCat: E39PBJxhmHfKpJPCpVt9MHH9jC

Kathmandu-vallei · Sagarmatha National Park · Nationaal Park Chitwan · Lumbini, geboorteplaats van Gautama Boeddha